# Café A Brasileira (Porto)
O Café A Brasileira é um dos mais emblemáticos cafés da cidade do Porto, em Portugal. Está localizado na Rua de Sá da Bandeira, em plena Baixa do Porto.
Com projeto do arquiteto Francisco de Oliveira Ferreira, "A Brasileira" tem uma notável fachada, com o magnífico para-sol de ferro e vidro e um interior deslumbrante, em que sobressaem os cristais, os mármores e o mobiliário de couro gravado.
Sendo um dos cafés da maior prestígio na cidade, nos inícios do século XXI, "A Brasileira" passou por várias vicissitudes. A chamada "sala pequena" foi separada e explorada pela multinacional Caffè di Roma durante uma década. O restante espaço esteve encerrado por vários anos, reabriu como restaurante e encerrou de novo. Propriedade de António Oliveira, antigo treinador da Seleção Portuguesa de Futebol, o café e todo o prédio sofreu uma reabilitação profunda e reabriu em 2018 como hotel do Grupo Pestana.

## História
O estabelecimento foi fundado por Adriano Soares Teles do Vale, nascido na Casa de Cimo d'Aldeia, em Alvarenga, no concelho de Arouca. Ainda jovem, Adriano emigrou para o Brasil, dedicando-se ao negócio do café, com o qual enriqueceu nos finais do século XIX. Casou no Brasil com uma filha de fazendeiros no estado de Minas Gerais, onde se dedicou à fundação de um estabelecimento comercial, inicialmente chamado "Ao preço fixo", que incluía, também, uma casa de câmbios, e à produção agrícola, em particular de café, que exportava para Portugal.
Regressando a Portugal, na cidade do Porto, montou uma torrefação e fundou "A Brasileira", inaugurada a 4 de maio de 1903, para servir café à chávena. Não havia na cidade, por essa altura, o hábito de tomar café em estabelecimentos públicos. Para promover o seu produto, durante os primeiros treze anos de "A Brasileira", Adriano Teles ofereceu uma chávena de café no seu estabelecimento a quem comprasse um saquinho de grãos de café.
O sucesso e os lucros do pequeno estabelecimento foram de tal forma que, em 1916, o proprietário se viu obrigado a ampliar o espaço, adquirindo os prédios contíguos. Como "A Brasileira" se tornou num local de passagem obrigatória para a elite portuense, em 1920, Adriano Teles, levou a cabo obras de remodelação profundas no conjunto dos edifícios, reabrindo as portas com uma luxuosa decoração. Com o passar dos anos, A Brasileira transformando-se no café dos escritores, artistas, políticos, jornalistas e boémios, que ali se reunião para tomar café e discutir os temas mais atuais da vida cultural, social e política da cidade do Porto e do país.
Numa visão do que, hoje, poderíamos chamar de marketing, Adriano Teles mandou pintar, em várias paredes da cidade, o slogan que se tornaria famoso: O melhor café é o d'A Brasileira.
No entanto, o final do século XX e o início do seguinte trouxe a decadência ao espaço. A Brasileira acabou por fechar as portas, ficando a degradar-se durante mais de uma dezena de anos. Entre 2003 e 2013, uma parte do espaço funcionou explorado pela multinacional Caffè di Roma.
Depois de uma intervenção de reabilitação e reconstrução profunda, o café reabriu em 2018, acompanhado de um restaurante e de um hotel de cinco estrelas gerido pelo Grupo Pestana.

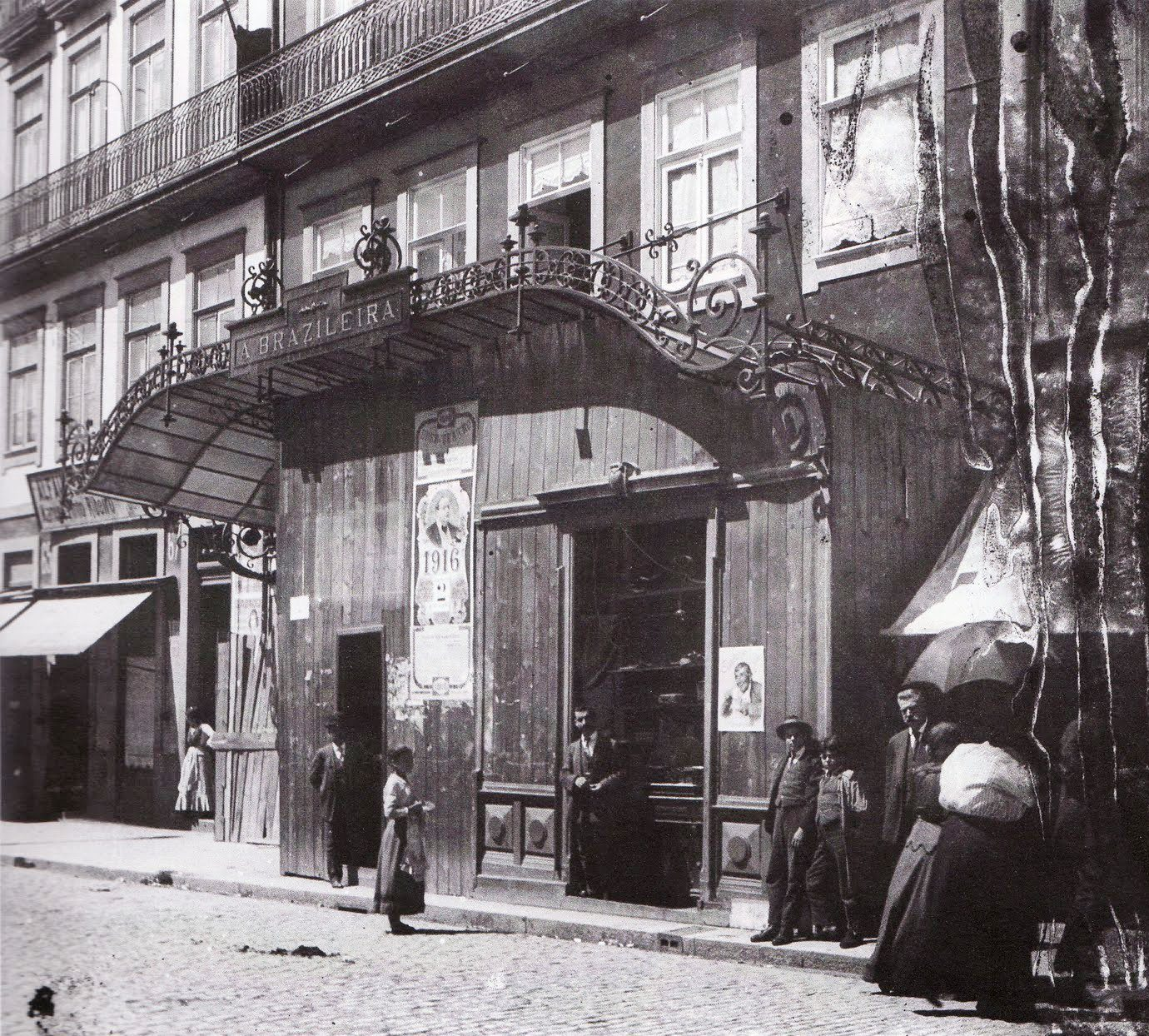
Exterior de "A Brasileira", em 1916.
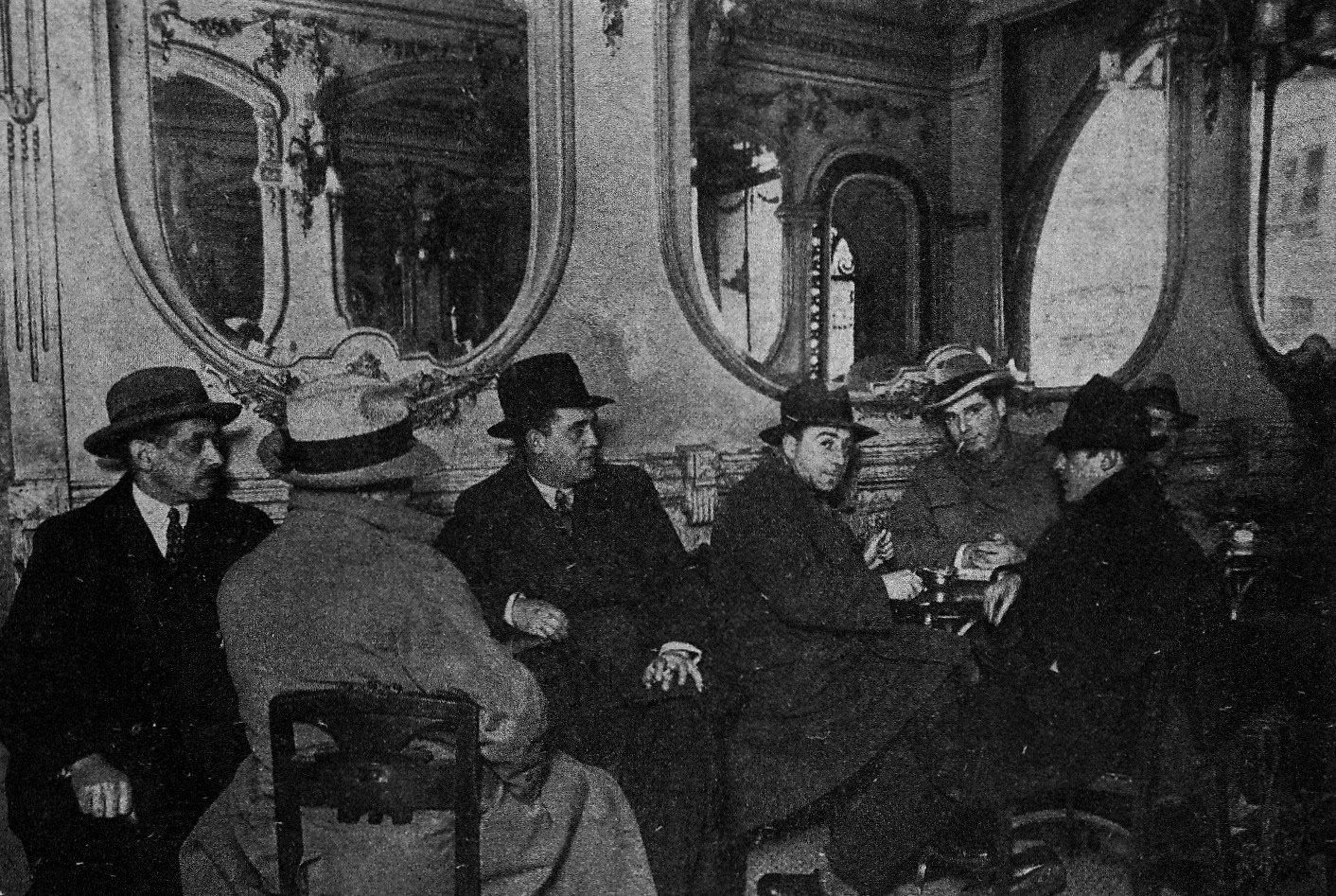
Interior de "A Brasileira", na década de 1950.
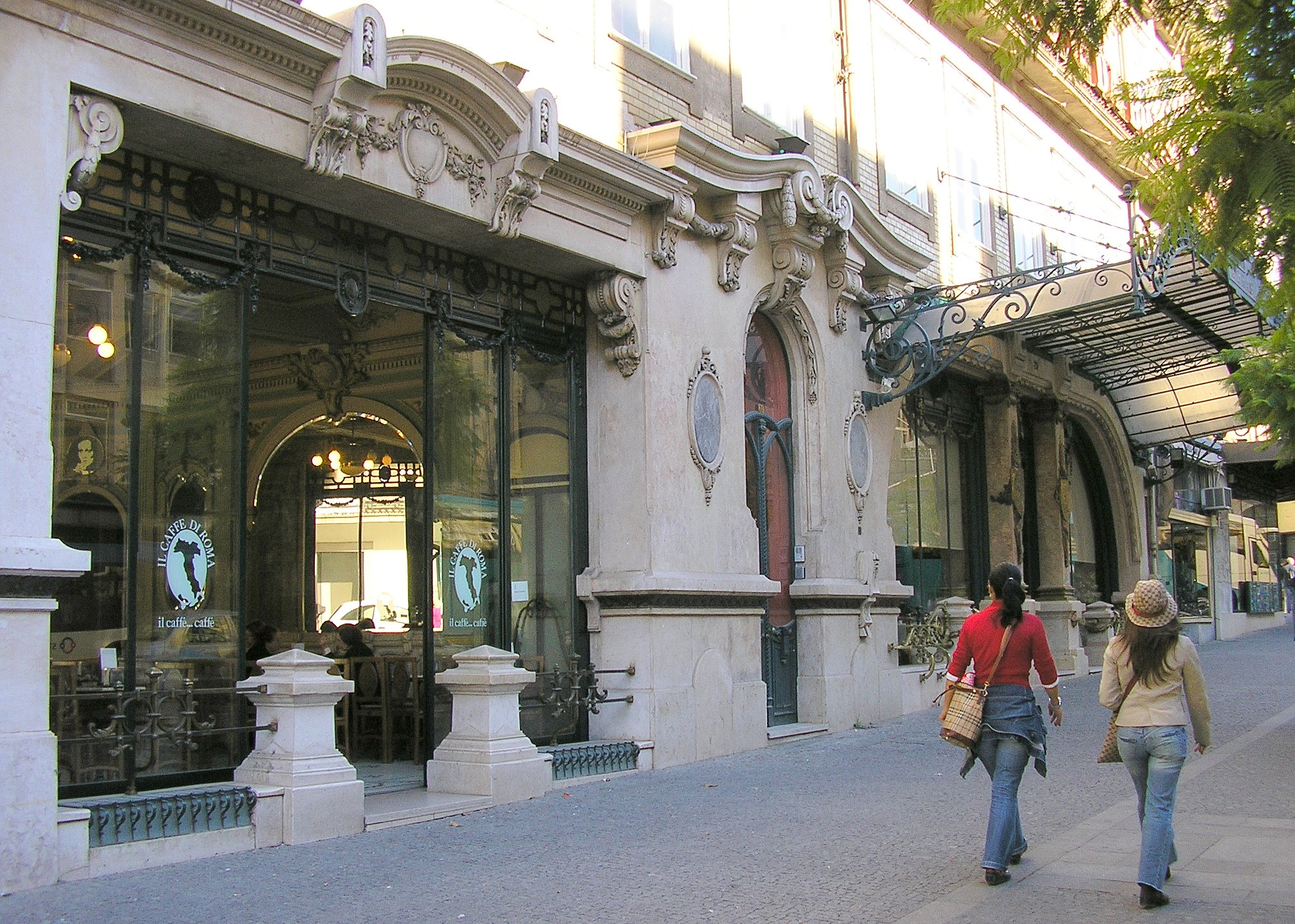
O Caffè di Roma, à esquerda, em 2007.
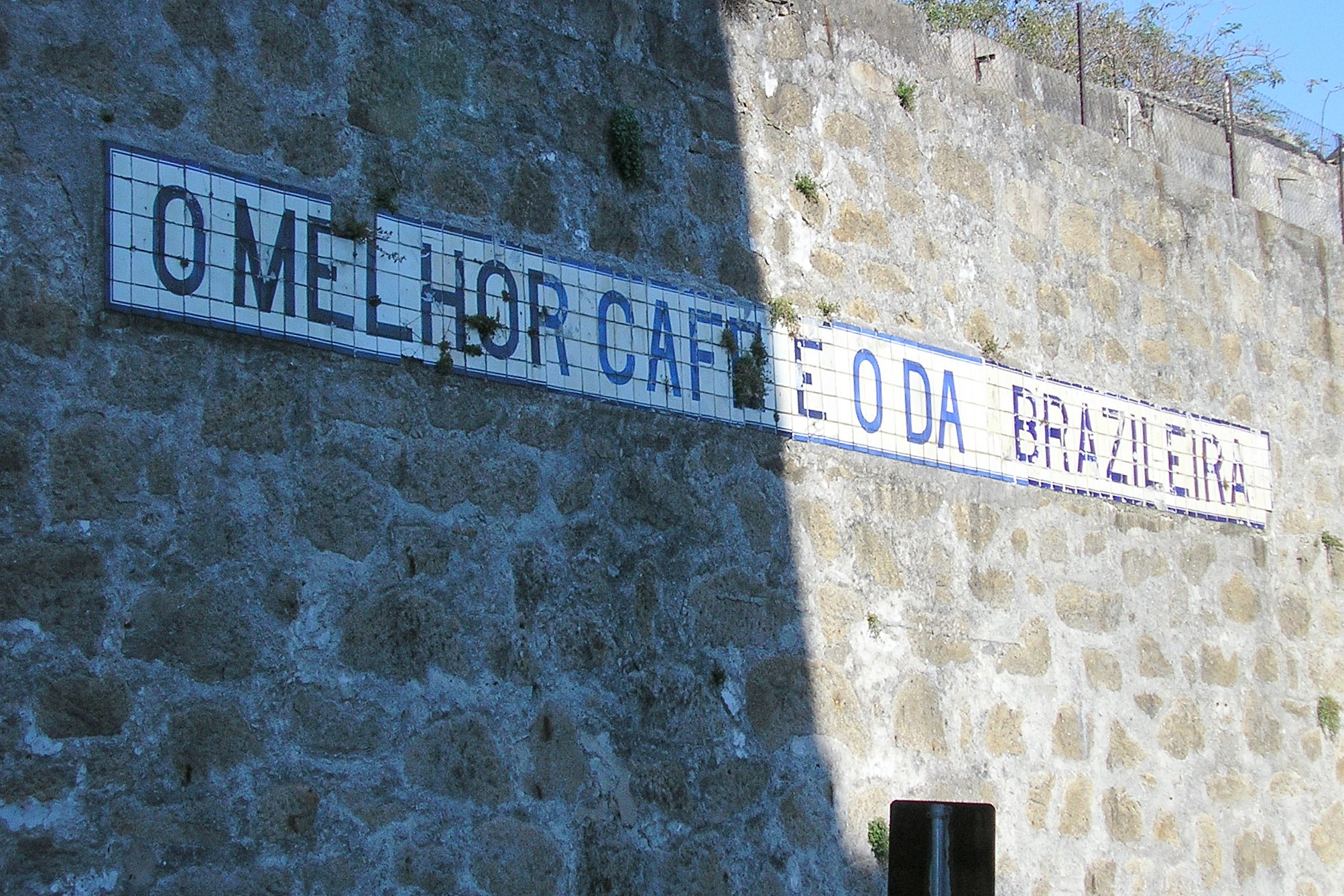
Painel de azulejos "O melhor café é o da Brasileira".

## Outras "Brasileiras"
Adriano Teles não se ficou pelo Porto, abrindo "A Brasileira" de Lisboa, no Chiado, em 1905 e "A Brasileira" de Braga em 1907 e "A Brasileira" de Coimbra em 1928.